# Seznam císařů Tří říší
Císařové Tří říší stáli v čele tří států, které v prvních desetiletích 3. století na troskách říše Chan ovládly Čínu. Tři říše vznikly na čínském území když se koncem 2. století chanský stát začal rozkládat a její území ovládali soupeřící vojevůdci. Sever země padl do rukou generála a státníka Cchao Cchaoa, který kontroloval i posledního chanského císaře Sien-tiho. Roku 220 Cchao Cchao zemřel a jeho syn a nástupce Cchao Pchi sesadil Sien-tiho a sám se prohlásil císařem říše Wej. Jeho potomci si zachovali císařský titul do roku 265, kdy byli svrženi rodem S’-ma, který předtím po několik desetiletí ovládal wejský stát. S’-maové svou říši nazvali Ťin.
Na Cchao Pchiovu uzurpaci Liou Pej, ovládající jihozápad země, roku 221 reagoval prohlášením sebe sama za císaře říše Chan (jeho stát je označován za Šu Chan, Šu byl starý název S’-čchuanu). Následující rok se nezávislým králem a od roku 229 i císařem říše Wu vyhlásil Sun Čchüan ovládající jihovýchod Číny. Šu i Wu trvaly jen několik desetiletí. Šu bylo dobyto a připojeno k říši Wej roku 263, Wu obsadila ťinská vojska roku 280.

## Seznamy císařů
Podle čínské tradice císař po smrti obdržel čestné posmrtné jméno. Dalším jménem udělovaným posmrtně bylo chrámové jméno, určené k použití při obřadech v chrámu předků dynastie. Obě jména vyjadřovala charakter vlády a císaře, například zakladatelé dynastií dostávali chrámové jméno Tchaj-cu (太祖, Velký předek, Velký praotec).
Éra vlády je název kratšího či delšího období vlády, shrnující základní směr státní politiky. Pravidelně éry začal vyhlašovat chanský císař Wu-ti.

### Císaři říše Wej
Prvním císařem říše Wej byl od roku 220 Cchao Pchi. Zakladatelem wejské moci byl však už jeho otec Cchao Cchao († 220), který od počátku 3. století ovládl dvůr posledního chanského císaře Sien-tiho a severní Čínu. Cchao Cchao si roku 213 přisvojil titul vévoda z Wej (魏公) a roku 216 král z Wej (魏王). Cchao Pchi mu udělil posmrtné jméno Bojovný císař (武帝, Wu-ti).
| Jméno                           | Jméno       | Jméno                   | Portrét              | Narození Úmrtí | Vláda   | Éra vlády                                                                       |
| posmrtné                        | chrámové    | příjmení a osobní jméno | Portrét              | Narození Úmrtí | Vláda   | Éra vlády                                                                       |
| ------------------------------- | ----------- | ----------------------- | -------------------- | -------------- | ------- | ------------------------------------------------------------------------------- |
| Wen-ti 文帝                     | Kao-cu 高祖 | Cchao Pchi 曹丕         | Portrét Cchao Pchiho | 187–226        | 220–226 | Chuang-čchu (黃初, 220–226)                                                     |
| Ming-ti 明帝                    | Lie-cu 烈祖 | Cchao Žuej 曹叡         |                      | 204/205–239    | 226–239 | Tchaj-che (太和, 227–232) Čching-lung (青龍, 233–236) Ťing-čchu (景初, 237–239) |
| vévoda Li z Šao-ling 邵陵厲公   | –           | Cchao Fang 曹芳         |                      | 232–274        | 239–253 | Čeng-š’ (正始, 240–248) Ťia-pching (嘉平, 249–253)                              |
| vévoda újezdu Kao-kuej 高貴鄉公 | –           | Cchao Mao 曹髦          |                      | 241–260        | 253–260 | Čeng-jüan (正元, 254–255) Kan-lu (甘露, 256–259)                                |
| Jüan-ti 元帝                    | –           | Cchao Chuaj 曹奐        |                      | 246–303        | 260–265 | Ťing-jüan (景元, 260–263) Sien-si (咸熙, 264–265)                               |

### Císaři říše Šu
Zakladatelem říše Šu byl Liou Pej z vedlejší větve císařského rodu říše Chan, jeho stát je proto znám jako Šu Chan. Liou Pej je také označován za Prvního vládce Šu (蜀先主, Šu sien-ču), jeho syn a nástupce za Posledního vládce Šu (蜀後主, Šu chou-ču).
| Jméno                                                | Jméno    | Jméno                   | Portrét              | Narození Úmrtí | Vláda   | Éra vlády                                                                                      |
| posmrtné                                             | chrámové | příjmení a osobní jméno | Portrét              | Narození Úmrtí | Vláda   | Éra vlády                                                                                      |
| ---------------------------------------------------- | -------- | ----------------------- | -------------------- | -------------- | ------- | ---------------------------------------------------------------------------------------------- |
| Čao-lie-ti 昭烈帝                                    | –        | Liou Pej 劉備           | Portrét Cchao Pchiho | 161–223        | 221–223 | Čang-wu (章武, 221–222)                                                                        |
| vévoda S’ z An-lu 安樂思公 císař Siao-chuaj 孝懷皇帝 | –        | Liou Šan 劉禪           |                      | 207–271        | 223–263 | Ťien-sing (建興, 223–237) Jen-si (延熙, 238–257) Ťing-jao (景耀, 258–262) Jen-sing (炎興, 263) |
| 1.                                                   |          |                         |                      |                |         |                                                                                                |

### Císaři říše Wu
| Jméno        | Jméno         | Jméno                   | Portrét             | Narození Úmrtí | Vláda   | Éra vlády |
| posmrtné     | chrámové      | příjmení a osobní jméno | Portrét             | Narození Úmrtí | Vláda   | Éra vlády |
| ------------ | ------------- | ----------------------- | ------------------- | -------------- | ------- | --- |
| Ta-ti 大帝   | Tchaj-cu 太祖 | Sun Čchüan 孫權         | Portrét Sun Čchüana | 182–252        | 222–252 | Chuang-wu (黃武, 222–228) Chuang-lung (黃龍, 229–231) Ťia-che (嘉禾, 232–237) Čch’-wu (赤烏, 238–250) Tchaj-jüan (太元, 251) Šen-feng (神鳳, 252)                                                |
| –            | –             | Sun Liang 孫亮          |                     | 243–260        | 252–258 | Ťien-sing (建興, 252–253) Wu-feng (五鳳, 254–255) Tchaj-pching (太平, 256–258) |
| Ťing-ti 景帝 | –             | Sun Siou 孫休           |                     | 235–264        | 258–264 | Jung-an (永安, 258–264) |
| –            | –             | Sun Chao 孫皓           |                     | 242–284        | 264–280 | Jüan-sing (元興, 264) Kan-lu (甘露, 265) Pao-ting (寶鼎, 266–268) Ťien-cheng (建衡, 269–271) Feng-chuang (鳳凰, 272–274) Tchien-cche (天冊, 275) Tchien-si (天璽, 276) Tchien-ťi (天紀, 277–280) |

Sun Liang po svém sesazení roku 257 obdržel titul kníže z Kchuaj-ťi (會稽王); znám byl též jako Sesazený císař (吳廢帝, Fej-ti), nebo Mladý císař (吳幼帝, Jou-ti).
Sun Chao po dobytí říše Wu ťinskými vojsky roku 280 dostal titul „markýz Vracející pověření k vládě“ (歸命侯, Kuej-ming chou, volně „markýz vracející mandát Nebes“); znám je též jako Poslední císař Wu (吳末帝, Wu Mo-ti).